# Tomáš Klinka
Tomáš Klinka (* 24. dubna 1977, Praha) je bývalý český fotbalista, rychlý útočník, který míval problém s koncovkou. 

## Fotbalová kariéra
Hrál za SK Slavia Praha, FK Viktoria Žižkov, FK Spolana Neratovice, SK Dynamo České Budějovice, Bohemians 1905, SK Kladno, 1. FK Drnovice, FC Tescoma Zlín, FC Erzgebirge Aue, Spartak Trnava a FK Chmel Blšany. Se Slávií získal v roce 1996 ligový titul. V československé a české lize nastoupil ve 145 utkáních a dal 19 gólů.

## Ligová bilance
| Ročník                          | Zápasy | Góly | Klub                       |
| ------------------------------- | ------ | ---- | -------------------------- |
| 1. česká fotbalová liga 1995/96 | 2      | 0    | SK Slavia Praha            |
| 1. česká fotbalová liga 1996/97 | 15     | 0    | FK Viktoria Žižkov         |
| Gambrinus liga 1997/98          | 23     | 1    | FK Viktoria Žižkov         |
| Gambrinus liga 1998/99          | 6      | 0    | FK Viktoria Žižkov         |
| Gambrinus liga 1999/00          | 5      | 0    | FK Viktoria Žižkov         |
| Gambrinus liga 2000/01          | 27     | 7    | SK Dynamo České Budějovice |
| Gambrinus liga 2002/03          | 6      | 0    | SK Dynamo České Budějovice |
| Gambrinus liga 2004/05          | 16     | 4    | 1. FK Drnovice             |
| Gambrinus liga 2004/05          | 9      | 2    | FC Tescoma Zlín            |
| Gambrinus liga 2007/08          | 6      | 2    | SK Kladno                  |
| Corgoň liga 2008/09             | 10     | 3    | Spartak Trnava             |
| Gambrinus liga 2008/09          | 14     | 3    | SK Kladno                  |
| Gambrinus liga 2009/10          | 16     | 0    | SK Kladno                  |
| CELKEM                          | 155    | 22   |                            |